# تشارلز تايلور (لاعب كريكت)
تشارلز تايلور (8 يونيو 1881 في المملكة المتحدة - 25 أغسطس 1960 في المملكة المتحدة) (بالإنجليزية: Charles Taylor)‏ هو لاعب كريكت بريطاني (وحمل سابقاً جنسية المملكة المتحدة لبريطانيا العظمى وأيرلندا). لعب مع نادي وارويكشاير للكريكيت ‏ ونادي مقاطعة سومرست للكريكت ‏ ونادي مقاطعة ستافوردشاير للكريكت ‏.

## وصلات خارجية
- تشارلز تايلور (لاعب كريكت) على موقع إي آس بي آن كريك إنفو (الإنجليزية)